# جيسي فيرتانن
جيسي فيرتانن (بالفنلندية: Jesse Virtanen)‏ هو لاعب هوكي الجليد فنلندي، ولد في 7 أغسطس 1991 في راوما في فنلندا.

## وصلات خارجية
- جيسي فيرتانن على موقع EliteProspects.com (الإنجليزية)
- جيسي فيرتانن على موقع Eurohockey.com (الإنجليزية)
- جيسي فيرتانن على موقع HockeyDB.com (الإنجليزية)